# Phare de Buncrana
Le phare de Buncrana est un phare situé sur la péninsule d'Inishowen, à Buncrana le long du Lough Swilly dans le Comté de Donegal (Irlande). Il marque l'entrée du port de Buncrana. Il est géré par les Commissioners of Irish Lights (CIL).

## Histoire
Un premier feu avait été établi sur le musoir du port de Buncrana le 15 janvier 1876. En 1916, le feu qui se trouvait sur une tourelle métallique de 5,5 m, avec une petite lanterne et galerie, avait été reconverti avec une lampe à acétylène. En 19(&, le feu a été électrifié. Inactif depuis 2009, il a été enlevé du musoir et remplacé par une balise.
La nouvelle tour a été installée le 27 février 2009. C'est une tourelle en fibre de verre de 6 m, rouge avec une bande blanche horizontale. Son élévation est désormais de 11 m au-dessus du niveau de la mer. Le feu émet deux éclats blancs et rouges de 2 secondes toutes les 4 secondes selon direction. La tourelle est localisée à la fin de la jetée du port de Buncrana, sur le côté est du Lough Swilly. Le site est accessible par la jetée.